# Scolomys
Scolomys és un gènere de rosegadors de la família dels cricètids. Les espècies d'aquest grup són oriündes de Sud-amèrica (Equador, el Perú i oest del Brasil). S'alimenten de llavors i invertebrats, com ara insectes i aranyes. Tenen una llargada de cap a gropa de 8–10 cm, una cua de 5–7 cm i un pes de 20–33 g. Aquestes espècies estan amenaçades per la pertorbació del seu medi.